# Châu Quế Hạ
Châu Quế Hạ là một xã thuộc huyện Văn Yên, tỉnh Yên Bái, Việt Nam.

## Địa lý
Xã Châu Quế Hạ nằm ở phía bắc huyện Văn Yên, có vị trí địa lý:
- Phía đông giáp xã An Bình và xã Đông An
- Phía tây giáp tỉnh Lào Cai
- Phía nam giáp xã Phong Dụ Hạ
- Phía bắc giáp xã Châu Quế Thượng và xã Lâm Giang.

Xã Châu Quế Hạ có diện tích 86,80 km², dân số năm 2019 là 7.684 người, mật độ dân số đạt 89 người/km².

## Lịch sử
Trước đây, Châu Quế Hạ là một xã thuộc huyện Văn Bàn.
Ngày 16 tháng 12 năm 1964, Chính phủ ban hành Quyết định số 177-CP, điều chỉnh xã Châu Quế Hạ thuộc huyện Văn Bàn (nay thuộc tỉnh Lào Cai) về huyện Văn Yên mới thành lập.